# Hengli Group
Die Hengli Group (恒力集团) ist ein chinesisches Textil- und Chemieunternehmen. Es ist in den Bereichen Ölraffination, Petrochemie, Polyester und Textilien tätig. Es betreibt die weltweit größte Fabrik für Terephthalsäure. Das Unternehmen gehörte 2021 zu den 100 umsatzstärksten Unternehmen laut den Fortune Global 500, mit einem Umsatz in Höhe von 113,5 Milliarden US-Dollar. Hongli hat Produktionsstätten in Suzhou, Dalian, Suqian, Nantong, Yingkou, Luzhou, Yulin, Huizhou und Guiyang mit über 100.000 Mitarbeitern. Erzeugnisse von Hengli werden von Sportartikelherstellern wie Nike und Adidas oder auch Automobilherstellern wie Toyota verwendet.
Hengli plante in Yulin (Shaanxi) Vorprodukte für Polyester mit einer Anlage zur Kohlevergasung herzustellen.

## Geschichte
Das Unternehmen wurde 1994 von dem Unternehmer Chen Jianhua und seiner Frau Fan Hongwei gegründet, welche in diesem Jahr eine bankrotte Textilfabrik in der Provinz Jiangsu übernahmen und innerhalb von 20 Jahren eines der weltgrößten Textilunternehmen aufbauten. Mit der verstärkten Integration Chinas in die Weltwirtschaft wurde das Land zum weltgrößten Exporteur von Textilien. 2010 wurde die Tochtergesellschaft Hengli Petrochemical gegründet, welche in Dalian eine große Fabrik für die Herstellung Terephthalsäure errichtete. Hengli gründete 2014 seine eigene Reederei unter dem Namen Hengli Shipping und baute an seinem Standort in Dalian ein Schiffsterminal, Eisenbahnlinie und Kraftwerk.

## Tochterunternehmen
Drei Tochtergesellschaften der Hengli Group sind börsennotiert:
- Hengli Petrochemical
- Guangdong Songfa Ceramics
- Suzhou Wujiang Tongli Lake